# Paracles severula
Paracles severula är en fjärilsart som beskrevs av Embrik Strand 1919. Paracles severula ingår i släktet Paracles och familjen björnspinnare. Inga underarter finns listade i Catalogue of Life.